# Shelby County, Alabama
Shelby County är ett administrativt område i delstaten Alabama, USA, med 195 085 invånare. Den administrativa huvudorten (county seat) är Columbiana. 

## Geografi
Enligt United States Census Bureau har countyt en total area på 2 097 km². 2 059 km² av den arean är land och 38 km² är vatten.

### Angränsande countyn
- St. Clair County - nordöst
- Talladega County - öst
- Coosa County - sydöst
- Chilton County - syd
- Bibb County - sydväst
- Jefferson County - nordväst